# Дифторхлорсилан
Дифторхлорсилан — неорганическое соединение,
фтор- и хлорпроизводное моносилана с формулой SiHClF2,
бесцветный газ.

## Получение
- Реакция трихлорсилана и трифторида сурьмы в присутствии катализатора:

{\displaystyle {\mathsf {3SiHCl_{3}+2SbF_{3}\ {\xrightarrow {SbF_{5}}}\ 3SiHClF_{2}+2SbCl_{3}}}}
продукты реакции разделяют фракционной перегонкой.

## Физические свойства
Дифторхлорсилан образует бесцветный газ.